# Näringsgrensindelning
Svensk näringsgrensindelning (SNI) är en branschindelning som används vid beräkning av nationalräkenskaperna i Sverige. Den gällande versionen av SNI benämns SNI 2007, som ersätter de tidigare versionerna SNI 2002, SNI 92 samt SNI 69. Indelningen bygger på EU:s standard NACE (Nomenclature statistique des activités économiques dans la Communauté européenne, alltså "Europeiska gemenskapens statistiska nomenklatur över ekonomiska aktiviteter"). 
NACE har fyra nivåer:
- Första nivån: 21 avdelningar med beteckningar bestående av bokstäver (A-U)
- Andra nivån: 88 huvudgrupper med tvåsiffriga nummerkoder (01 till 99)
- Tredje nivån: 272 grupper med tresiffriga nummerkoder (01.1 till 99.0)
- Fjärde nivån: 629 undergrupper med fyrsiffriga nummerkoder (01.11 till 99.00)

SNI och NACE delar de fyra nivåerna vilka är identiska, men SNI har en ytterligare nivå benämnd detaljgrupp, med 821 stycken femsiffriga nummerkoder (01.110 till 99.000).
I slutet av 2025 planeras en uppdaterad version av standarden att införas, SNI 2025.

## Indelning
SNI 2007:s indelning på första nivån (avdelningar):
- A: Jordbruk, skogsbruk och fiske
- B: Utvinning av mineral
- C: Tillverkning
- D: Försörjning av el, gas, värme och kyla
- E: Vattenförsörjning; avloppsrening, avfallshantering och sanering
- F: Byggverksamhet
- G: Handel; reparation av motorfordon och motorcyklar
- H: Transport och magasinering
- I: Hotell- och restaurangverksamhet
- J: Informations- och kommunikationsverksamhet
- K: Finans- och försäkringsverksamhet
- L: Fastighetsverksamhet
- M: Verksamhet inom juridik, ekonomi, vetenskap och teknik
- N: Uthyrning, fastighetsservice, resetjänster och andra stödtjänster
- O: Offentlig förvaltning och försvar; obligatorisk socialförsäkring
- P: Utbildning
- Q: Vård och omsorg; sociala tjänster
- R: Kultur, nöje och fritid
- S: Annan serviceverksamhet
- T: Förvärvsarbete i hushåll; hushållens produktion av diverse varor och tjänster för eget bruk
- U: Verksamheter vid internationella organisationer, utländska ambassader o.d.